# Corymbia tessellaris
Corymbia tessellaris ( sin. Eucalyptus tessellaris), carbeen, fresno de Bahía Moreton (Moreton Bay ash), tocón negro (black butt).

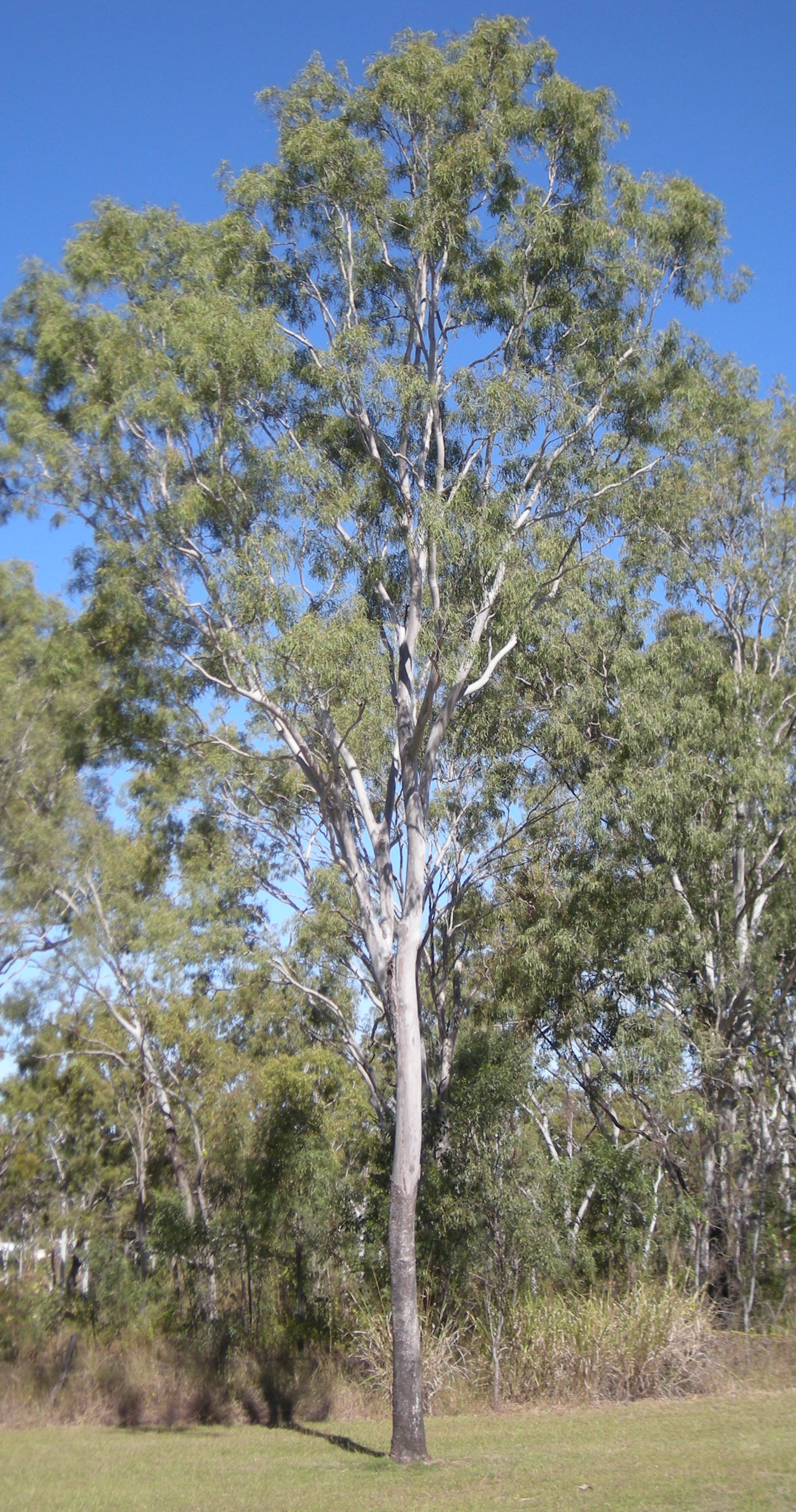
Vista del árbol

Es un árbol que varía de talla pequeña hasta una altura de  35 m de alto, formando un lignotúber. La corteza es áspera en los primeros 1–4 m de la parte baja del tronco, teselada, gris oscura a negra, abruptamente cambiando a la corteza crema-blanca lisa que a veces es polvorienta. El nombre del latín: tessellaris - tessellated, se refiere a la corteza áspera en ángulos rectos.

## Distribución
Noreste de Australia desde el noroeste del poblado de Narrabri (30° S), Nueva Gales del Sur, y el este de Queensland desde la localidad de Charleville hasta la punta de la Península del Cabo York. También se encuentra en islas del estrecho de Torres y el sur de Nueva Guinea. Se encuentra en planicies y en terrenos ondulados en una amplia variedad de suelos incluyendo tipos arcillosos pantanosos.

## Descripción
Es notable por su distintiva cubierta teselada o corteza de "escama de cocodrilo" sobre la parte baja del tronco abruptamente cambiando a blanco o liso arriba. Tiene inflorescencias axilares con la raquis dilatada , fruto de pared delgada y una corona de repleta de hojas adultas lanceoladas lisas de aproximadamente 15 cm de largo y 1 cm de ancho.
El tronco es casi siempre recto componiendo desde la mitad a dos tercios del total de la altura del árbol, con una corona de ramas delgadas con ramillas más pequeñas colgantes.
El fruto mide 8–11 mm de largo, de 6–8 mm de diámetro, cilíndrico u ovoide (ocasionalmente algo urceolado), más o menos estriado; el disco deprimido; válvulas encerradas.
Resiste fuertes vientos, calor y sequía y tolera una cantidad moderada de espráy salino. Se propaga desde la semilla. Florece desde mediados del invierno a principios de primavera.

## Usos
La madera es pesada y ha sido usada para construcción de puentes y para la elaboración de lanzas por los pueblos originarios. El árbol produce muchos compuestos orgánicos con potencial industrial incluyendo pinenos, aromadendreno, limoneno y globulol.

## Taxonomía
Corymbia tessellaris fue descrita por K.D.Hill & L.A.S.Johnson y publicado en Telopea 6: 402. 1995.
Sinonimia
- Eucalyptus hookeri F.Muell.
- Eucalyptus tessellaris F.Muell.
- Eucalyptus viminalis Hook.[8]